# Ndlambe Local Municipality
Ndlambe (englisch Ndlambe Local Municipality) ist eine Lokalgemeinde im Distrikt Sarah Baartman der südafrikanische Provinz Ostkap. Der Sitz der Gemeindeverwaltung befindet sich in Port Alfred. Bürgermeisterin ist Khululwa Ncamiso.
Die Gemeinde ist benannt nach einem Chief des Rarabe-Clans der Xhosa, die das heutige Gemeindegebiet bewohnten. Er war Oberhaupt von 1782 bis 1796 und starb 1829.

## Städte und Orte
| - Alexandria - Bathurst - Boknesstrand - Boesmansriviermond - Cannon Rocks - Ekuphumleni - Kasuka - Kenton-on-Sea | - Kleinemonde - Kwanonqubela - Marselle - Nkwenkwezi - Nolukhanyo - Port Alfred - Station Hill - Wentzel Park |

## Bevölkerung
Im Jahr 2011 hatte die Gemeinde 61.176 Einwohner. Davon waren 77,7 % schwarz, 14,2 % weiß und 7,3 % Coloured. Die Muttersprachen waren zu 71,5 % isiXhosa, zu 12,2 % Englisch und zu 11,7 % Afrikaans.